# Gmina Rock Grove (Iowa)

Położenie Gminy Rock Grove w hrabstwie Floyd

Gmina Rock Grove (ang. Rock Grove Township) – gmina w USA, w stanie Iowa, w hrabstwie Floyd. Według danych z 2000 roku gmina miała 1 849 mieszkańców, a jej powierzchnia wynosi 103,39 km².